# Centre d'enseignement et de recherche appliqués au management — Business School
 (avril 2011).
Si vous disposez d'ouvrages ou d'articles de référence ou si vous connaissez des sites web de qualité traitant du thème abordé ici, merci de compléter l'article en donnant les références utiles à sa vérifiabilité et en les liant à la section « Notes et références ».
Le CERAM Business School (acronyme de Centre d’Enseignement et de Recherche Appliqués au Management) est l'école supérieure de commerce française de la Chambre de commerce et d'industrie de Nice-Côte d'Azur ; elle est située à Sophia Antipolis.
Le CERAM délivre plusieurs diplômes, comme des Mastères Spécialisés, ou le diplôme de l'ESC, qui sont visés par le Ministère de l'Enseignement supérieur et de la Recherche. Il est aussi membre fondateur du Chapitre des écoles de management de la Conférence des grandes écoles, membre de l'EFMD (European Foundation for Management Development).
L'école obtient le label ISO 9001 en décembre 2005. Le CERAM a reçu, le 28 février 2007, l’accréditation EQUIS (European Quality Improvement System) pour l’ensemble de ses programmes. L'ESC Lille a fusionné avec CERAM Business School en Novembre 2009 pour devenir SKEMA Business School.

## Historique
Fondé en 1963, le CERAM Business School s'est successivement appelé, ESC Nice (École Supérieure de Commerce de Nice), ensuite CERAM, puis CERAM Sophia Antipolis et enfin CERAM Business School, en 2007.
En 1986, le CERAM est la première école à proposer un mastère spécialisé pour le back-office et en 1990 un mastère spécialisé en Sécurité des Systèmes d'Information.
Le 30 juin 2009 est annoncée la fusion entre le CERAM Business School et l'ESC Lille. La nouvelle entité, issue de la fusion, porte, depuis le 18 novembre 2009, le nom de SKEMA Business School.

## Campus
Le CERAM est installé dans la technopole de Sophia Antipolis, regroupant plus de 1 200 entreprises pour 26 000 emplois. L’école dispose d'un campus de plus de trois hectares, dont 20 000 mètres carrés d'espace de travail.